# Фуксит
Фуксит (Cr-мусковіт) — смарагдово-зелена збагачена хромом (від 1 до 24.7 мас. % Cr2O3) відміна мусковіту. Cr3+ входить в октаедричну (до 0.5 формульних одиниць) та тетраедричну (до 1.0 формульних одиниць) позицію мусковіту, заміщуючи Al3+.
Названий на честь німецького мінералога та хіміка Йоганна Фукса (нім. Johann Nepomuk von Fuchs)(1774—1856) — (C. von Schafhäutl, 1842).
Вперше описаний біля гори нім. Schwarzenstein в долині Цилер у Північному Тиролі в Австрійських Альпах.
Синоніми: мусковіт хромистий, хроммусковіт.

## Загальний опис
Мінерал сімейства слюди, хромвмісний мусковіт. Вміст Cr2О3 досягає 6 % (за іншими даними 4,8 %), октаедричні катіони можуть замінятися Mg, Fe, Li, Mn, Ti, K, Rb. Утворює лусочки і дрібні листочки розміром до 1 см, дрібнолускуваті і розетковидні аґреґати світло-зеленого до яскравого зеленого кольору. Кристалічна структура, сингонія і інш. фіз. властивості, як у мусковіту. Утворюється при гідротермальній зміні або ґрейзенізації ультраосновних порід. Зустрічається в лиственітах смарагдових слюдитах, кварцитах, сланцях, ґнейсах, доломітах, метаморфізованих хромітах. Завдяки яскравому зеленому забарвленню може служити індикатором золотого, смарагдового і інш. зруденіння. Родовища — на Уралі (РФ). За прізв. нім мінералога Й. Н. Фукса (J.N.Fuchs), C. von Schafhäutl, 1842. Синоніми: мусковіт хромистий, хроммусковіт. Утворюється внаслідок гідротермального або метаморфічного перетворення ультраосновних порід (дунітів, перидотитів, піроксенітів), збагаченими хромітом FeCr2O4.

## Зовнішній вигляд
Від мусковіту різниться тільки забарвленням. Мусковіт звичайно безбарвний із слабким жовтим або брудно-зеленим відтінком. Фуксит має яскравий смарагдово-зелений колір, інтенсивність якого зростає із збільшенням вмісту хрому в мінералі.
Утворює лускуваті агрегати, прожилки та друзи в тріщинах.

## Асоціації
Фуксит асоціює з іншими мінералами, що містять Cr:
1) із уваровітом, хром-диопсидом у родингітах — скарноподібних порід, що формуються в серпентинітах.
2) із смарагдом у зонах метасоматичних змін навколо тіл гранітних пегматитів серед ультраосновних порід (штат Байя (Бразилія).
3) в облямівці гідротермальних жил (Берьозовське родовище, Урал) та у вигляді включень в кристалах кварцу-авантюрину (Каліфорнія (США), Намібія).
4) у складі мусковітових метаморфічних сланців (Альпи, Піренеї, Апалачі).
5) корунд (рубін)-кіаніт-фукситові гнізда в кіаніт-силіманіт-гранатових сланцях району Kodagu в Південній Індії.
На ринку декоративного каменю відома зелена порода вердит із красивим рисунком, що добувається в районі Барбертон у Південно-Африканській республіці. У складі вердиту, поряд із фукситом, присутні альбіт, корунд, діаспор, маргарит, кварц, рутил, тальк, хлорит.
Крім того, мінерал зустрічається в вигляді включень в жильному кварці, утворюючи зелений різновид, що отримав назву авантюрин.

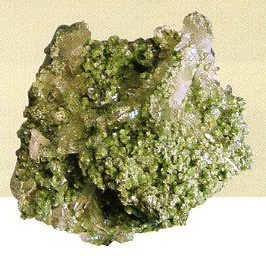
Авантюрин

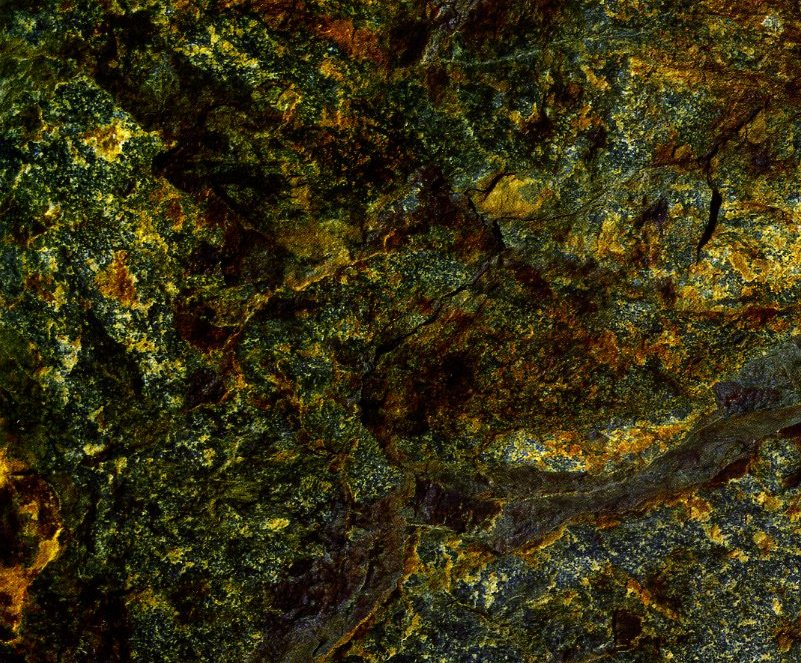
Фуксит з території округу Маріпоса (Каліфорнія, США)

## Діагностика
Фуксит можна сплутати із іншими зеленими відмінами мусковіту — серицитом, що подекуди є світло-зеленим, та сірувато-зеленим фенгітом. Легко діагностується завдяки яскравому смарагдово-зеленому забарвленню у випадку високого вмісту хрому в мінералі. Слабо забарвлені відміни можна визначити за результатами хімічного, або дифрактометричного аналізу.